# لاتا (کارولینای جنوبی)
لاتا(به انگلیسی: Latta) شهری در ایالت کارولینای جنوبی کشور ایالات متحده آمریکا است که جمعیت آن در سرشماری سال ۲۰۱۰ میلادی، ۱٬۳۷۹ نفر بوده‌است.